# بلاكي لوليس
بلاكي لوليس (بالإنجليزية: Blackie Lawless)‏ هو كاتب أغاني ومغني وعازف قيثارة وملحن أمريكي، ولد في 4 سبتمبر 1956 في جزيرة ستاتن في الولايات المتحدة.

## وصلات خارجية
- بلاكي لوليس على موقع IMDb (الإنجليزية)
- بلاكي لوليس على موقع روتن توميتوز (الإنجليزية)
- بلاكي لوليس على موقع ميوزك برينز (الإنجليزية)
- بلاكي لوليس على موقع إن إن دي بي (الإنجليزية)
- بلاكي لوليس على موقع أول ميوزيك (الإنجليزية)
- بلاكي لوليس على موقع ديسكوغز (الإنجليزية)
- بلاكي لوليس على موقع قاعدة بيانات الفيلم (الإنجليزية)